# メアリー・ブランドン
メアリー・ブランドン夫人（1510年6月2日–1540年/1544年）はイギリスの貴婦人であり、サフォークの初代公爵であるチャールズ・ブランドンの娘で、6人の子供をもうけた男爵トーマス・スタンリーの妻である。

## 生活
メアリー・ブランドンは1510年6月2日にうまれた、チャールズ・ブランドンの次女である。父はアン・ブラウンと結婚する前に、アン・ブラウンの叔母である裕福な未亡人、マーガレット・ネビルと結婚していた。しかし、彼はそれ以前にアンと婚約しており、メアリー・ブランドンの妹であるアン・ブランドンを妊娠している間、アン・ブランドンとマーガレッド・ネビルを捨てた。数年後の1528年、ローマ教皇クレメンス7世は教皇勅書を発行し、チャールズ・ブランドンとマーガレット・ネビルとの離婚が有効であることを認めた。
1511年にアン・ブラウンが亡くなり、4年後、チャールズ・ブランドンはサフォーク公を創設し、3番目の妻であるフランスの未亡人メアリー・チューダーと結婚した。メアリーとアンは、ウェストホープホールで、父親、継母、3人の兄弟姉妹、ヘンリー・ブランドン、リンカーン第1伯爵、フランセス・ブランドン、エリナー・ブランドンと共に育った。
1533年9月7日、チャールズ・ブランドンは、8歳のキャサリン・テューダーと婚約した。

## 結婚と子供
1527年以前、メアリーはトーマス・スタンリーの同名の孫と結婚した。
メアリーとトーマスには6人の子供がいた。
- ウィリアム・スタンリー
- フランシス・スタンリー
- チャールズ・スタンリー
- リチャード・ズーシュ
- アン・スタンリー
- マーガレット・スタンリー

## 女官
彼女はほとんどの時間を宮廷で過ごし、ジェーン・シーモア女王の好意的な女官を務め、いくつかの宝石をプレゼントされた。彼女の肖像画は、フランドルの画家、ハンス・ホルバイン・ザ・ヤンガーによって描かれた。
1538年に、夫はメアリーの不正行為についてトーマス・クロムウェルに不平を言いったが返事はなかった。
メアリー・ブランドンは1540年から1544年の間に亡くなった。また夫は1560年8月18日に亡くなった。